# Hyrtios eubamma
Hyrtios eubamma är en svampdjursart som först beskrevs av de Laubenfels 1954.  Hyrtios eubamma ingår i släktet Hyrtios och familjen Thorectidae. Inga underarter finns listade i Catalogue of Life.